# Camnula pellucida
Camnula pellucida är en insektsart som först beskrevs av Scudder, S.H. 1862.  Camnula pellucida ingår i släktet Camnula och familjen gräshoppor. Inga underarter finns listade i Catalogue of Life.